# Фриск, Андерс
Пер Стефан Андерс Фриск (швед. Per Stefan Anders Frisk, род. 18 февраля 1963, Гётеборг) — шведский футбольный судья, один из известнейших футбольных судей конца 1990-х — начала 2000-х. Известен как главный судья финала чемпионата Европы 2000 года. По профессии страховой агент. За свою карьеру обслужил более 118 игр. Неоднократно становился объектом нападок и угроз болельщиков.

## Биография

### Ранние годы
Судейством Фриск начал заниматься с 1978 года, впервые на матчи Аллсвенскана (высшего дивизиона Швеции) был допущен в 1989 году. Судьёй ФИФА стал с 1991 года, также занялся сотрудничеством с Международным Красным Крестом. Одним из памятных моментов его работы стало путешествие в Сьерра-Леоне, и Фриск, по его же словам, был растроган сценами возвращения детей в семьи.

### Начало международной карьеры
В 1991 году 28-летний Фриск дебютировал как полноправный судья ФИФА, обслужив 17 июля 1991 матч между Исландией и Турцией. В том же году он работал на юношеском чемпионате Европы для игроков не старше 16 лет, а спустя три года он судил матчи чемпионата мира до 17 лет в Японии. Тем самым Андерс завоевал доверие в УЕФА.
Фриск впервые судил на чемпионате Европы 1996 года. Российским болельщикам он известен как судья группового матча между Россией и Чехией, завершившегося крупной ничьей 3:3 (игра проходила в Ливерпуле). На чемпионате мира 1998 года Фриск не работал из-за того, что повредил спину, однако в 1999 году уже обслужил финал Кубка конфедераций, в котором Мексика обыграла Бразилию 4:3.

### Работа на международных турнирах с 2000 по 2004 годы
Высшей точкой достижения для Андерса Фриска стало право судить финал чемпионата Европы 2000 года, прошедший на стадионе «Фейеноорд» в Роттердаме. Фриск к основному времени матча, когда Италия вела 1:0, во втором тайме добавил четыре минуты, и именно на четвёртой минуте Сильвен Вильтор сравнял счёт и перевёл игру в овертайм, а в овертайме Давид Трезеге забил победный гол. Фриск после игры говорил, что от волнения по его телу часто пробегали мурашки.
14 ноября 2001 года Фриск судил ответный стыковой матч отбора на чемпионат мира 2002 года между Бельгией и Чехией: единственный гол на 86-й минуте забил с пенальти Марк Вильмотс, а после гола Фриску пришлось удалить с поля Павла Недведа и Милана Бароша. В частности, Недвед после гола выражался нецензурной бранью в адрес судьи, а Барош грубо снёс одного из противников. С поля стадиона «Летна» в Праге Фриск уходил под охраной, поскольку болельщики швырялись в него подручными предметами.
На чемпионате мира 2002 года Фриск обслуживал два матча: игру группового раунда между Бразилией и Китаем (разгромная победа будущих чемпионов мира со счётом 4:0) и матч 1/8 финала между Ирландией и Испанией. Именно в последнем матче Фриск стал объектом массовых нападок со стороны испанцев: два раза он не поставил пенальти в ворота ирландцев после падения Фернандо Морьентеса и Франсиско де Педро, а затем дважды назначил в ворота испанцев пенальти. В первом случае Икер Касильяс парировал удар Иана Харта, а вот во втором (в компенсированное время) Робби Кин счёт сравнял. Только по пенальти испанцы сумели пройти дальше, однако Фриска после этого к матчам чемпионата мира больше не допускали.
В 2003 году Фриск обслуживал матч полуфинала Лиги чемпионов между «Челси» и «Монако». На чемпионате Европы 2004 года Фриск работал в групповом этапе на матчах Испания — Португалия и Германия — Нидерланды, а также судил четвертьфинал Франция — Греция и полуфинал Португалия — Нидерланды. Хотя на том турнире он не отметился какими-либо серьёзными ошибками, Руд ван Нистелрой обвинял Фриска в некомпетентном судействе в полуфинале, поскольку тот постоянно трактовал все спорные моменты против голландцев и даже не засчитал гол ван Нистелроя, забитый, по мнению арбитра, из положения вне игры.

### Лига чемпионов УЕФА 2004/2005
Лига чемпионов УЕФА сезона 2004/2005, как оказалось, стала последней для Андерса Фриска в карьере. Злоключения для Фриска начались уже на групповом этапе: 15 сентября 2004 на Стадио Олимпико в Риме Андерс Фриск судил игру между местной «Ромой» и киевским «Динамо». На последних секундах первого тайма при счёте 1:0 в пользу киевлян итальянцы остались вдесятером: французский легионер Филипп Мексес наступил умышленно на ногу Марису Верпаковскису, и Фриск тут же показал красную карточку французу. Взбешённые болельщики «Ромы» стали бросаться подручными предметами на поле: бутылками, монетами, петардами и даже мобильными телефонами. И как только Андерс Фриск дал свисток на перерыв (киевляне вели 1:0) и направился в раздевалку, кто-то из болельщиков «Ромы» швырнулся в него не то монетой, не то зажигалкой и разбил в кровь голову Фриску. 40 минут спустя Фриск объявил о прекращении матча: изначально предполагалось перенести встречу на поздний срок. «Роме» в итоге засчитали техническое поражение 0:3 и обязали провести два домашних матча без зрителей.
Но на этом злоключения Фриска не прекратились: весной он судил матч между «Барселоной» и «Челси» на стадии 1/8 финала Лиги чемпионов. В матче при счёте 1:0 в пользу лондонцев Фриск удалил с поля Дидье Дрогба после второй жёлтой карточки. В итоге каталонцы вырвали победу благодаря голам Макси Лопеса и Самюэля Это’О. После матча Жозе Моуринью не пришёл на пресс-конференцию, а потом ещё и открыто обвинил Фриска в то, что тот пригласил в судейскую наставника «Барселоны» Франка Райкарда и о чём-то с ним общался. Сам Фриск отрицал подобный факт, а 7 апреля представитель УЕФА Паскаль Фрателлия заявил, что видел, как Райкард просто поздоровался с арбитром в подтрибунном помещении и предложил поговорить по поводу матча, однако Фриск заявил: «Сейчас не время и здесь не место для обсуждения матча» и закрылся в судейской комнате.
В ответном матче «Челси» всё же добился нужной победы со счётом 4:2 и вышел в четвертьфинал. Фриска в итоге оправдали, а Моуринью ещё и дисквалифицировали на обе встречи четвертьфинала против «Баварии». Однако фанаты «пенсионеров» не успокоились и стали шантажировать Фриска, угрожая ему как в письмах, так и по телефону. Угрозы поступали и в адрес семьи самого Фриска, в результате чего тот принял решение досрочно завершить карьеру, о чём сообщил Бу Карлссон, глава Шведской ассоциации футбольных судей.
19 декабря 2005 Андерс Фриск получил Президентскую премию ФИФА: это был знак уважения к арбитру, чья карьера прекратилась по причине угроз семье.

### Семья
Жену зовут Эрика Лархаг. Андерс воспитывает четверых детей.